# ملخ‌های کج‌صورت
ملخ‌های کج‌صورت (نام علمی: Gomphocerinae) نام یک زیرخانواده از تیره کج‌صورتان است.